# (1809) Prometheus
(1809) Prometheus – planetoida z pasa głównego planetoid okrążająca Słońce w ciągu 5 lat i 5 dni w średniej odległości 2,93 au Została odkryta 24 września 1960 roku w Obserwatorium Palomar w programie Palomar-Leiden-Survey przez Cornelisa i Ingrid van Houtenów oraz Toma Gehrelsa. Nazwa planetoidy pochodzi od Prometeusza, tytana w mitologii greckiej, który ulepił człowieka z gliny pomieszanej ze łzami. Przed nadaniem nazwy planetoida nosiła oznaczenie tymczasowe (1809) 2522 P-L.